# Néstor Basterretxea
Néstor Basterretxea Arzadun (Bermeo, Vizcaya, 6 de mayo de 1924 - Fuenterrabía, Guipúzcoa, 12 de julio de 2014) fue un escultor, pintor y director de cine español.

## Biografía
Desde 1936 estuvo exiliado con su familia con motivo de la guerra civil española por la actividad política de su padre, Francisco Basterrechea Zaldívar, político del Partido Nacionalista Vasco (PNV); primero en Francia y en Casablanca —entonces perteneciente al protectorado francés de Marruecos— y finalmente en Argentina.
Tras trabajar en el terreno del dibujo publicitario en Argentina y realizar algunas exposiciones regresó a España en 1952.
Como artista fue fundador de dos grupos artísticos relevantes en España: en 1957 del Equipo 57, junto a Juan Cuenca, Agustín Ibarrola, Jorge Oteiza y otros; y en el año 1966 el grupo Gaur, junto a Eduardo Chillida, Oteiza y otros más.
Fue asesor de la Consejería de Cultura del primer Gobierno Vasco presidido por Carlos Garaikoetxea (PNV), durante dos años en la década de 1980.
En 2005 recibió el Premio Eusko Ikaskuntza Caja Laboral de Humanidades, Cultura, Artes y Ciencias Sociales de Eusko Ikaskuntza y en 2008 fue premiado con la medalla al trabajo Lan Onari.

## Obras

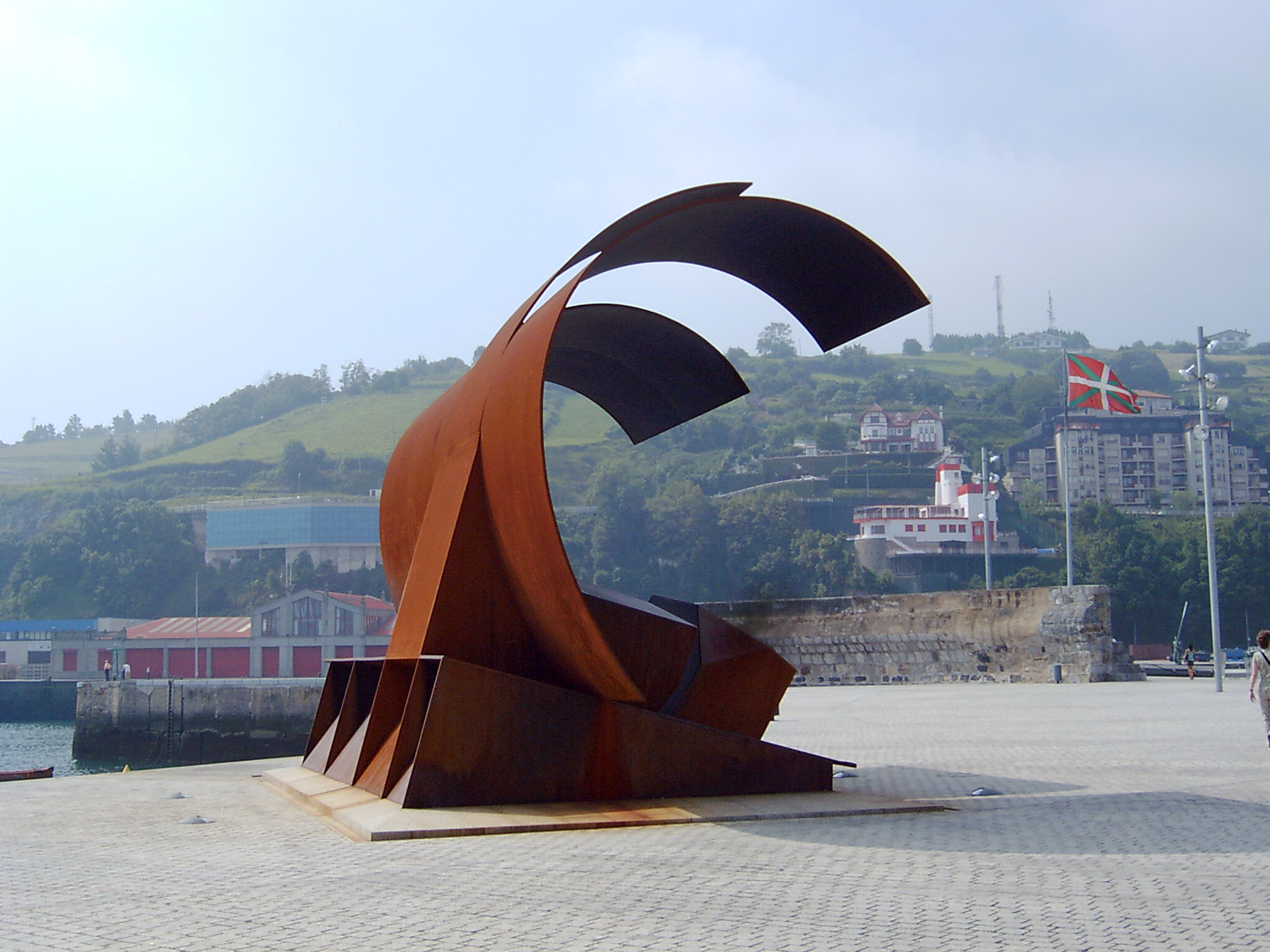
"La Ola" en el puerto deportivo de Bermeo.

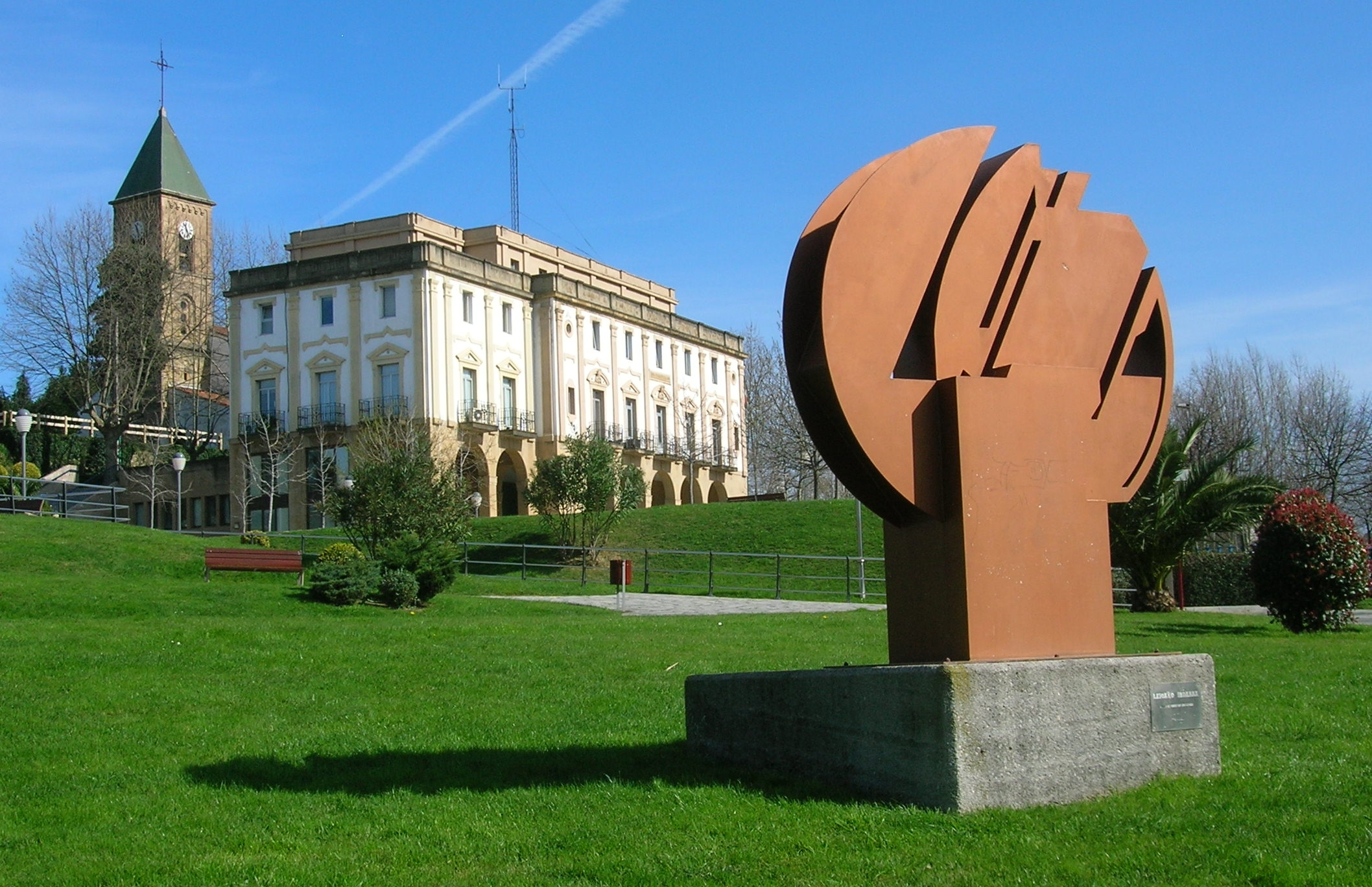
Escultura "Leioako Indarra" en Lejona.

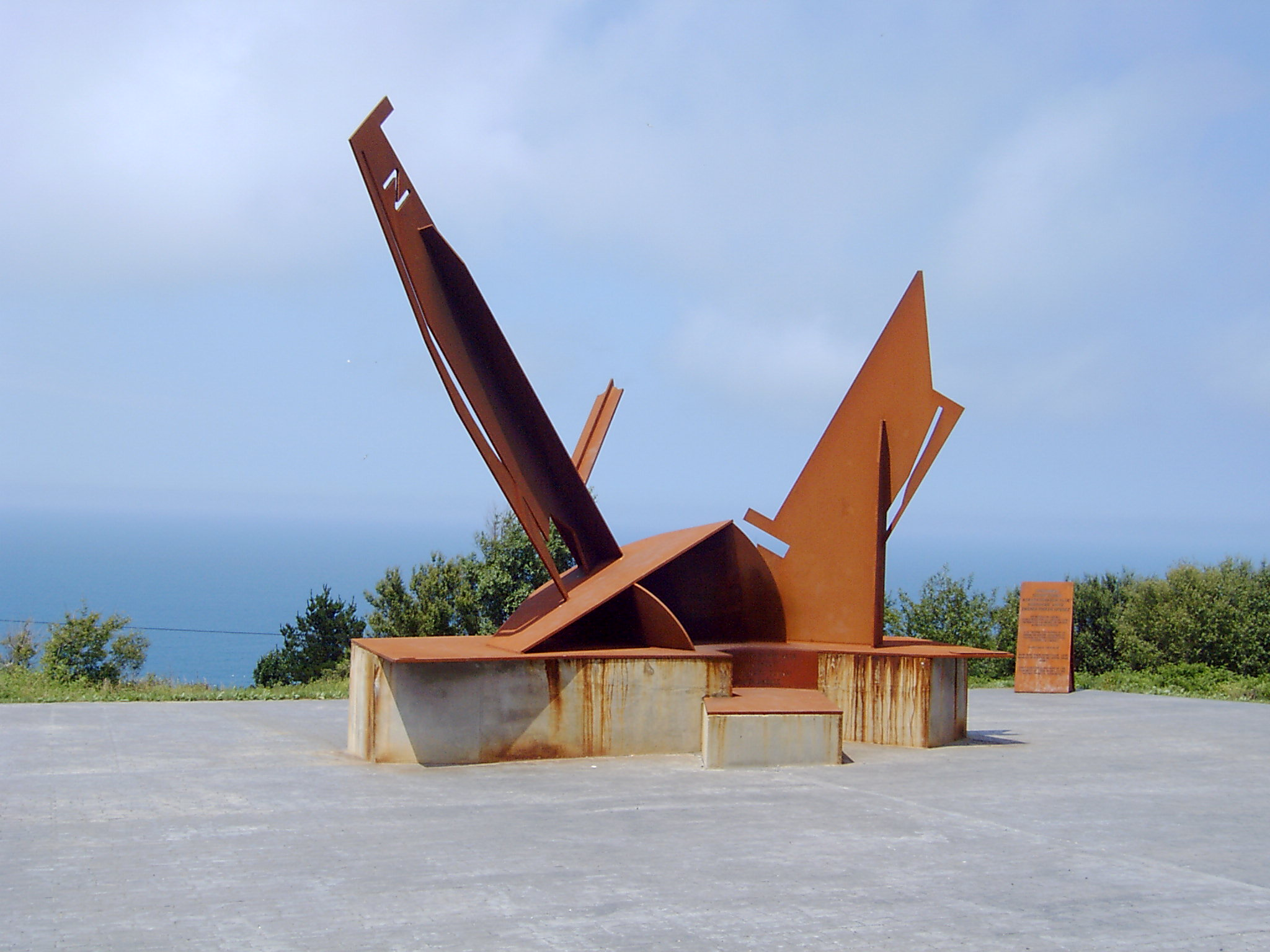
Escultura en honor a los fallecidos en la batalla de Machichaco, en Bermeo.

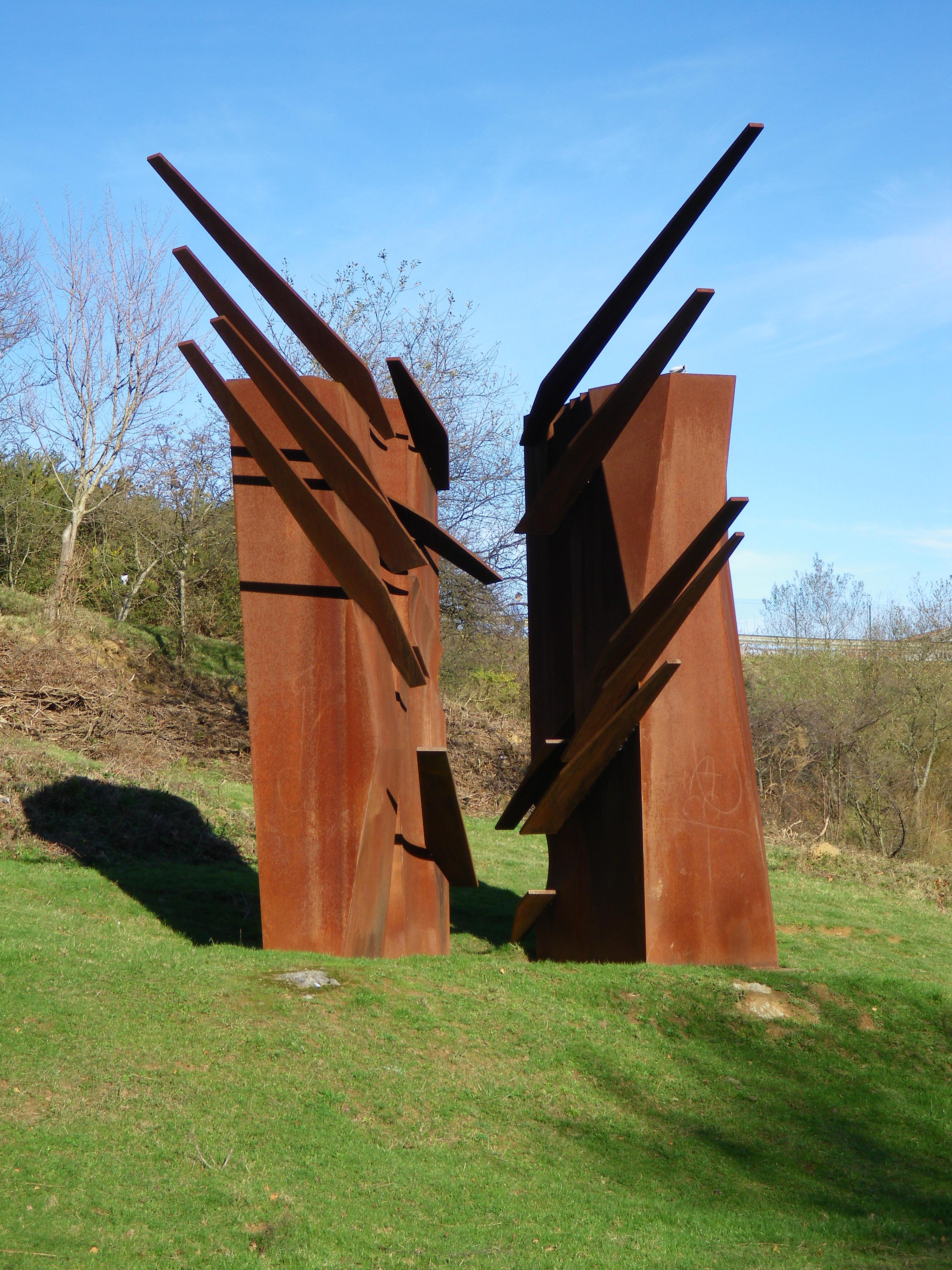
Escultura denominada "Lurraren alde", en el parque escultórico "Meatzaldea Goikoa", La Arboleda (Valle de Trápaga).

Entre su obra escultórica destacan las series "Estelas" y "Cosmogónica Vasca", que son una interpretación de los antiguos dioses mitológicos vascos.
Colaboró intensamente con arquitectos como Fullaondo, destacando sus pinturas en la cripta del santuario de Aránzazu en Oñate (Guipúzcoa), obra finalizada en 1982, o la escultura que forma parte del embalse de Arriaran en Beasáin (Guipúzcoa). 
Una de sus obras más conocidas es la escultura que se encuentra presidiendo el Salón de Sesiones del Parlamento Vasco desde 1984.
Existen esculturas de Basterretxea en Estados Unidos, Argentina y Francia, siendo las esculturas al aire libre el género más numeroso.
En relación con el cine, en 1966 dirigió, junto con Fernando M. Larruquert, el largometraje "Ama Lur" (en euskera), o "Madre Tierra" (en español), un canto a la identidad vasca que tuvo que luchar contra una fuerte censura pero que con habilidad y no sin problemas pudo ser estrenada.
En 1964 junto con Fernando Larruquert dirigió el documental Pelotari, con la participación de los pelotaris Akarregi, Atano III, Atano X, Kortabitarte, Gallastegui y Ogueta. Pelotari fue galardonado en el mes de octubre en el certamen de Bilbao, con el Premio al Mejor Cortometraje Español de ese año.
También realizó documentales sobre arte precolombino. En 1978 fue presidente del Festival de Cine de San Sebastián (Donostia Zinemaldia).
En 1988 el Ayuntamiento de San Sebastián inauguró la obra Bakearen Usoa.
En sus últimos años trabajó entre otras técnicas con el "collage" en formas dominadas por la abstracción.
En 2008, Basterretxea donó su serie escultórica Cosmogónica Vasca al Museo de Bellas Artes de Bilbao.

## Escritos y libros
En noviembre de 2006 se publicaron sus memorias en un libro titulado Crónica errante y una miscelánea (ed. Alberdania); en este libro Basterretxea narra, en una primera parte, sus vivencias personales entre los 12 años y los 18 años; en la segunda parte del libro nos ofrece su particular visión de una serie de temas variados.